# Packstone
 (décembre 2017).
Si vous disposez d'ouvrages ou d'articles de référence ou si vous connaissez des sites web de qualité traitant du thème abordé ici, merci de compléter l'article en donnant les références utiles à sa vérifiabilité et en les liant à la section « Notes et références ».
 (décembre 2017).
Le contenu est difficilement compréhensible vu les erreurs de traduction, qui sont peut-être dues à l'utilisation d'un logiciel de traduction automatique.

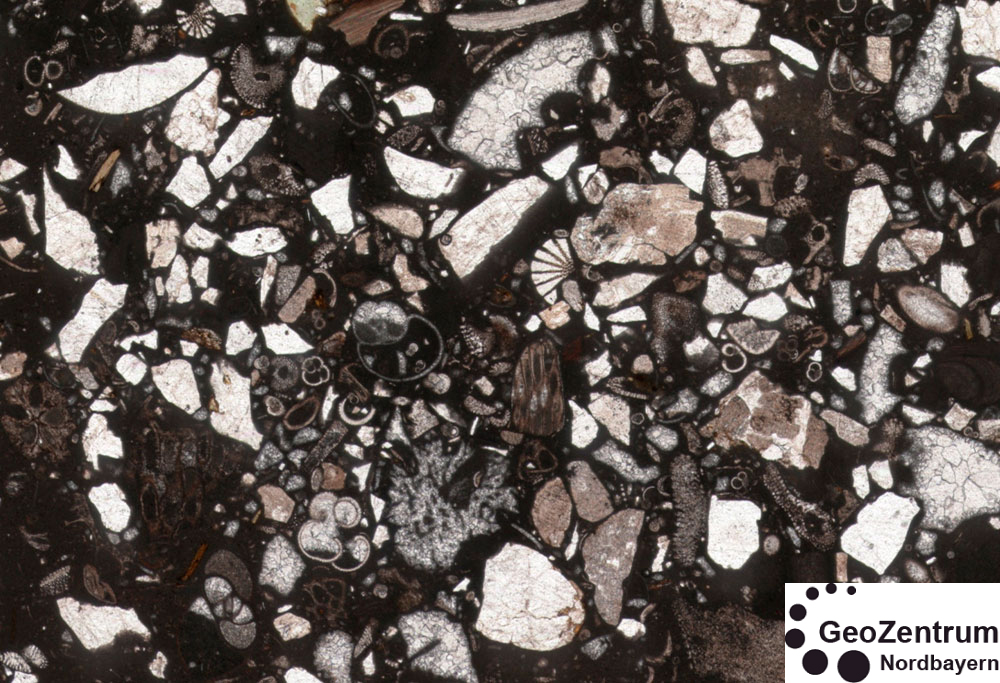
Un packstone : structure à grains contenant des petits grains (la largeur de l'image est de 7 mm).

Packstone est un terme géologique d'origine anglo-saxonne caractérisant un type de roches carbonatées.

## Définition
Dans la classification de Dunham, c'est une roche carbonatée à grains qui contient 1 % ou plus de fraction de boue.
Cette définition a été clarifiée par Lokier et Al Junaibi en 2016 comme étant une lithologie dominée par les carbonates contenant de la boue carbonatée (< 63 μm) dans un tissu supporté par une fraction granulométrique de type sable (63 μm à 2 mm) et dans lequel moins de 10 % du volume est constitué de grains dont la dimension est supérieure à 2 mm.